# Proaktivnost na delovnem mestu
Proaktivnost na delovnem mestu se nanaša  na vedenje, ki vključuje samoiniciativno prevzemanje kontrole in povzročanje sprememb v delovnem okolju.  Glavna značilnost proaktivnega vedenja je vnaprejšnje ukrepanje s ciljem vplivanja na prihodnje stanje.  Biti proaktiven pomeni povzročiti spremembo namesto na spremembo zgolj čakati. Nasprotno proaktivnemu vedenju je reaktivno vedenje. Reaktivno vedenje vključuje pasivno čakanje, da se nekaj zgodi oziroma upanje, da bo spremembo povzročil nekdo drug. 

## Značilnosti proaktivnega vedenja
Tradicionalne teorije motivacije in uspešnosti, kot sta teorija postavljanja ciljev in teorija strukture kapitala, so gledale na zaposlene kot pasivne in reaktivne posameznike, ki se le prilagajajo svojem okolju. Prve teorije so govorile o tem, da morajo posamezniki le sprejemati dane, vnaprej postavljene cilje in delovati v skladu z njimi ter so se večinoma ukvarjale z nagradami dodeljenimi s strani organizacije. Kasneje so razne raziskave pokazale, da imajo zaposleni večjo vlogo v svojem delovnem okolju kot se je do tedaj mislilo. Sami aktivno sodelujejo v oblikovanju in vplivanju na svoje okolje ter lahko postavljajo lastne cilje in ustvarjajo lastne nagrade. 
Proaktivno vedenje ima tri ključne značilnosti. Je anticipatorno, kar pomeni, da posameznik ne le reagira na situacijo, ampak se že vnaprej vede na način, ki bo na to situacijo imel vpliv. Nadalje, proaktivno vedenje je usmerjeno k spremembam. Posameznik prevzema kontrolo in povzroča ustrezne spremembe, namesto da se enostavno prilagaja situaciji in čaka, da se nekaj zgodi. Tretja značilnost proaktivnosti pa je samoiniciativnost, ki se nanaša na to, da posameznik ne potrebuje veliko zunanje spodbude in podrobnih navodil, da bi deloval. 
Proaktivno vedenje je usmerjeno bodisi na spreminjanje sebe, bodisi na spreminjanje okolja , različni posamezniki pa ga lahko izražajo na različne načine. Obstaja velik nabor ukrepov, ki sodijo med proaktivno vedenje, npr. iskanje povratnih informacij, prevzemanje iniciative pri uresničevanju osebnih in organizacijskih ciljev, aktivno prilagajanje novemu okolju, izražanje mnenja, prevzemanje odgovornosti, delovanje s ciljem vplivanja na posameznike in skupine, širjenje vlog, reviziranje, kršenje pravil, podajanje idej, reševanje problemov in izgradnja socialnih omrežij. 

## Konstrukti proaktivnega vedenja

### Proaktivna osebnost
Ljudje imajo izbiro, ali bodo pasivno sprejemali omejitve okolja na svoje vedenje ali bodo namerno in direktno spremenili svoje trenutne razmere v smeri izboljšanja trenutnega stanja. Na podlagi tega sta Bateman in Crant (1993) predstavila proaktivno dispozicijo kot konstrukt, ki opisuje v kolikšni meri različni ljudje aktivno ukrepajo, da bi spremenili svoje okolje. Proaktivna osebnost je definirana kot nekdo, ki je relativno neoviran s situacijskimi silami in, ki deluje v smeri ustreznega spreminjanja okolja. Proaktivni ljudje prepoznajo priložnosti in delujejo v skladu z njimi, pokažejo iniciativo, aktivno ukrepajo ter vztrajajo dokler ne dosežejo želeno pomembno spremembo. Posamezniki, ki niso proaktivni posedujejo nasprotne lastnosti: ne morejo identificirati, kaj šele izkoristiti priložnosti, da spremenijo stvari. Manj proaktivni posamezniki so pasivni in reaktivni, raje se prilagajajo obstoječim razmeram, kot jih spreminjajo. 

### Osebna pobuda
Osebna pobuda ali iniciativa je vedenjski vzorec, pri katerem posamezniki prevzemajo aktiven pristop pri delu in presegajo formalne zahteve delovnega mesta. Za njo je značilno to, da je v skladu z organizacijsko misijo, je dolgoročno, akcijsko in ciljno usmerjena, je obstojna tudi skozi ovire, je proaktivna ter začeta samostojno. 

### Zaznana samoučinkovitost za širši spekter delovnih vlog
Model zaznane samoučinkovitosti za širši spekter delovnih vlog, ki ga je predstavila Parker (1998), se nanaša na zaznano sposobnost zaposlenih za opravljanje širših in bolj proaktivnih delovnih nalog, kot jih določajo predpisane tehnične zahteve. Posamezniki, ki se počutijo bolj sposobni za opravljanje določenih nalog, bodo pri le-teh bolj vztrajali in jih opravili bolj učinkovito. Prav tako bodo izbirali težje dosegljive cilje. Za razliko od proaktivne osebnosti, ki je relativno stabilna osebnostna dispozicija, zaznana samoučinkovitost se spreminja v času v skladu s spreminjanjem pogojev okolja in izkušenj posameznika v organizaciji. Za spopadanje z dinamičnostjo okolja, potrebuje organizacija usposobljene zaposlene, ki so sposobni prevzeti večjo vlogo, kot se od njih pričakuje. Zaposleni se morajo vedeti proaktivno, pokazati iniciativo ter posedovati interpersonalne sposobnosti. 

### Prevzemanje odgovornosti
Prevzemanje odgovornosti je opredeljeno kot konstruktivno prizadevanje zaposlenega za uvajanje funkcionalne spremembe pri izvajanju dela. Glavna značilnost prevzemanja odgovornosti je usmerjenost v spremembo in izboljšanje delovnega procesa. 

## Proces proaktivnosti
Proaktivnost ni omejena na le nekaj specifičnih vedenj, kot je npr. iskanje povratne informacije, ampak jo lahko opišemo kot proces, ki vključuje tako vedenjske kot tudi kognitivne elemente. Ta proces je niz med seboj povezanih faz in dejanj. 

### Predvidevanje
Predvidevanje je prva faza proaktivnega procesa. Da bi lahko začel proaktivno delovati, posameznik mora najprej zamisliti in predvideti prihodnje dosežke. Predvidevanje vključuje mentalno izdelavo vizije želene možne prihodnosti (nekega dogodka, ki naj bi se uresničil). Predvidevanje lahko vključuje tudi zamišljanje možnih koristi in stroškov, ki bodo sledili doseganju zamišljenega cilja. Predvidevanje in zamišljanje prihodnjih dogodkov povečujeta posameznikovo zaupanje, da se bodo le-ti res zgodili v prihodnosti, s tem pa se povečuje tudi verjetnost, da jih bo posameznik poskušal doseči. Predvidevanje in predstavljanje prihodnjih ciljev motivira ljudi za doseganje teh ciljev. 

### Načrtovanje
V drugi fazi procesa proaktivnosti posameznik pripravi načrt, kako uresničiti svojo idejo, ki si jo je zamislil v fazi predvidevanja. Načrtovanje je ključno za prevajanje vizije v konkretno vedenje usmerjeno k doseganju cilja. Posameznik se pripravlja za izvajanje določene naloge, projekta, aktivnosti ali ukrepa s pomočjo načrtovanja korakov, ki bodo povezali njegova predvidevanja in cilje s konkretnimi ukrepi in izidi. Načrtovanje pomeni prenos vizije prihodnosti v usmerjena navodila, ki določajo, kako se bo vizija uresničila. V fazi načrtovanja posameznik razvija tudi alternativne strategije za slučaj, da njegov prvi načrt ne pripelje do želenega cilja oziroma ne uspe. 

### Ukrep usmerjen na prihodnji učinek
Tretja faza procesa proaktivnosti predstavlja fizično manifestacijo predvidevanja in načrtovanja v konkretnih vedenjskih vzorcih in dejanjih. Pri usmerjanju vedenja na prihodnji učinek zaposleni pogosto upoštevajo ne le kratkoročne, ampak tudi dolgoročne učinke, ter ravnajo z namero izkoristiti priložnosti in preprečiti morebitne probleme. Pri ukrepanju so pozorni na vplive svojih dejanj na sebe in okolje. 

## Posledice proaktivnosti
Posledice proaktivnosti lahko razdelimo glede na raven, na kateri se pokažejo (osebni, timski, ali organizacijski), večinoma pa so pozitivne. 
Ko govorimo o pozitivnih učinkih na osebni ravni, proaktivni posamezniki so večkrat ocenjeni kot bolj delovno uspešni s strani supervizorjev ter imajo večjo verjetnost za pridobitev višje pozicije in dohodkov v prihodnosti. Poleg večje možnosti napredka v karieri, proaktivni posamezniki večkrat poročajo o višji stopnji zadovoljstva s svojim delovnim mestom. Raziskave, ki so se usmerile na posledice proaktivnosti na timski ravni, so odkrile, da ima timska proaktivnost pozitivne učinke na timsko izobraževanje in timsko uspešnost na področju na katerem deluje. Raziskovalci prav tako poročajo o višji timski produktivnosti, ter višjemu zadovoljstvu posameznih članov tima. Učinki proaktivnosti na organizacijski ravni so bili najmanj raziskovani, vendar je nekoliko študij pokazalo, da ima proaktivno vedenje lastnikov malih podjetij pozitiven učinek na uspeh, neproaktivne oz. reaktivne strategije pa so povezane z nižjim dobičkom. 
Posledice produktivnega vedenja pa niso vselej pozitivne. Proaktivno vedenje včasih ima negativne učinke. Seibert in sodelavci (2001) so odkrili, da so zaposleni, ki so bolj pogosto izražali svoje skrbi, imeli manjšo verjetnost za napredek, kot tisti, ki so svoje skrbi izražali manj pogosto.  Prav tako, proaktivno vedenje lahko vodi do povečanega pritiska in višje ravni stresa pri zaposlenih. 